# Сим (річка)
Сим (рос. Сым) — річка в Азії, у центрально-східній частині Західного Сибіру в Туруханському та Єнісейському районах Красноярського краю Росії. Ліва притока річки Єнісей, належить до її водного басейну.

## Географія

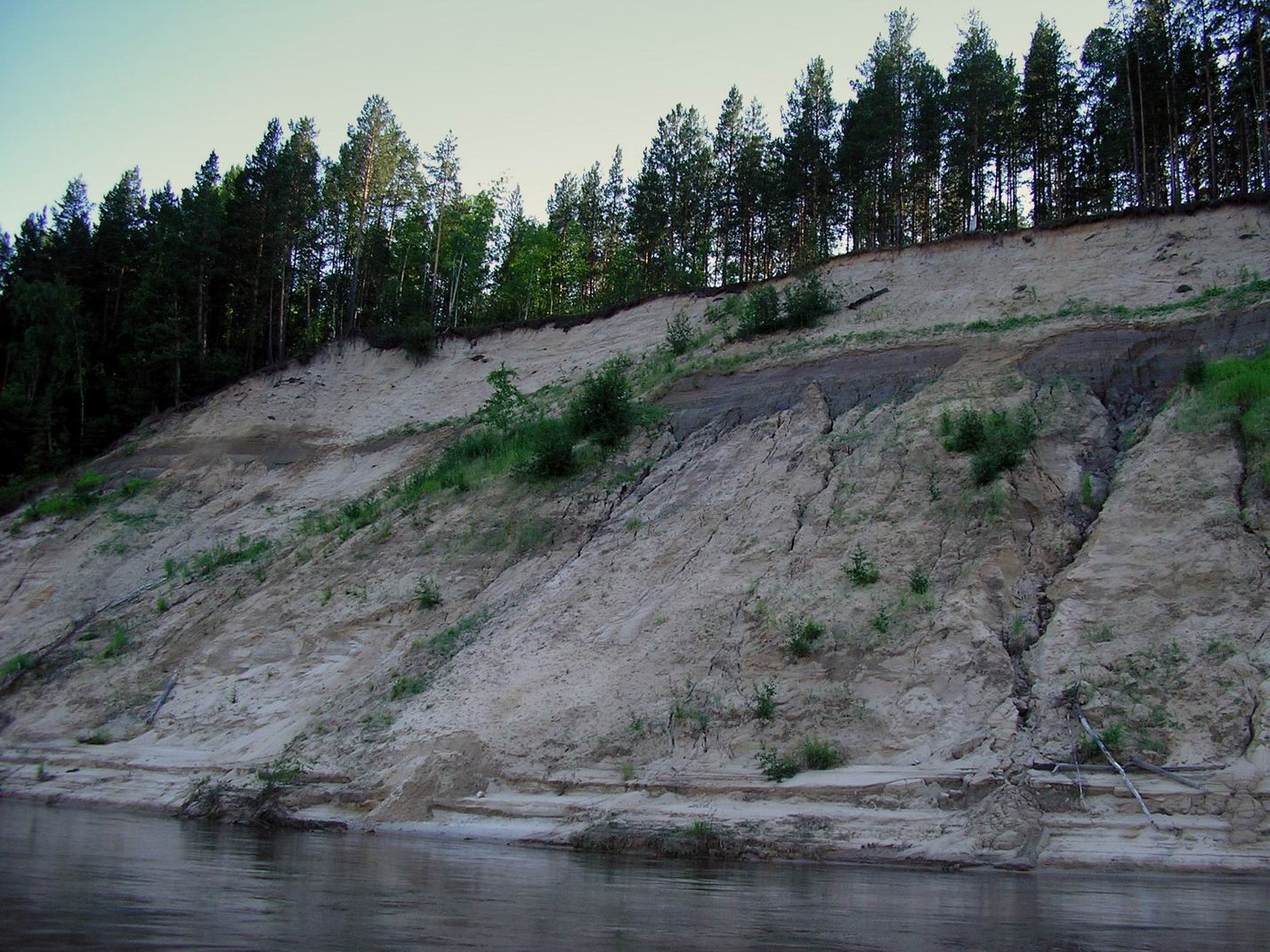
Білий Яр. Річка Сим

Річка бере свій початок у болотах східної окраїни Західно-Сибірської рівнини, на висоті приблизно 180 м над рівнем моря, за кілька кілометрів на північний захід від невеликого озера Байгабет і до впадіння лівої притоки Малий Сим (за 627 км від гирла), носить назву Правий Сим. Тече по Західно-Сибірській рівнині, у звивистому руслі, в основному, на південний захід. Після гирла правої притоки Теймесим, повертає на південний схід і в сильно вираженому меандровому руслі, широкою заболоченою долиною з численними старицями та озерцями, тече до місяця впадіння правої притоки Кольчум, після якої повертає на схід — північний схід і впадає у річку Лену з лівого берега на висоті 43 м над рівнем моря, за 3,5 км (вниз по течії) від села Кривляк, та за 6,5 км (вверх проти течії) від села Ярцево (Єнісейський район). Довжина річки 694 км. Площа басейну 31 600 км². Повне падіння рівня русла від витоку до гирла становить 137 м, що відповідає середньому похилу русла — 0,2 м/км. Швидкість течії невелика, і практично на всій довжині водотоку коливається від 0,4 до 0,5 м/с, в пониззі до 0,6. Ширина русла у верхній течії доходить до 30-45 м, місцями до 90 м, при глибині до 1,5-2,0 м, в середній течії ширина — до 102—115 м, місцями до 185 м, при глибині — 1,5-1,7 м; в нижній течії ширина коливається від 230 до 280—320 м, при глибині — до 1,8-3,2 м. Річка судноплавна протягом 265 км від гирла.

## Гідрологія
Живлення річки дощове та снігове, підземне живлення несуттєве через розташування водозбору в районі Тим-Кетської фізико-географічної провінції, якій притаманна суцільна багаторічна мерзлота. Замерзає в кінці жовтня — на початку листопада і, розкривається у травні. Повінь у травні — червні, межень у січні — квітні.
За період спостереження протягом 36 років (1957–1996) на станції у селі Сим, за 215 км від гирла, середньорічна витрата води річки становила 189 м³/с для водного басейну 22 800 км², що становить понад 72 % від загальної площі басейну річки. Величина прямого стоку в цілому по цій частині басейну становила — 262 міліметра на рік, що вважається доволі високим в порівнянні з іншими річками цього регіону.
За період спостереження встановлено, що мінімальний середньомісячний стік становив 72,1 м³/с (у березні), що становить трохи більше 11,5 % максимального середньомісячного стоку, який відбувається у червні місяці та становить — 626 м³/с і вказує на велику амплітуду сезонних коливань.
За період спостереження, абсолютний мінімальний місячний стік (абсолютний мінімум) був 51,9 м³/с (у межень березня 1994 року), абсолютний максимальний місячний стік (абсолютний максимум) становив 1090 м³/с (у червні 1983 року).

## Притоки
Річка Сим приймає понад півсотні приток, довжиною понад 10 км. Найбільших із них, довжиною понад 50 км — 16, із них понад 100 км — 6 (від витоку до гирла):
| Назва притоки                 | Довжина,(км) | Площа водозбірного басейну, (км²) | Відстань від гирла Симу, (км) | Витрата води,(м³/с) |
| ----------------------------- | ------------ | --------------------------------- | ----------------------------- | ------------------- |
| ← Альсим                      | 78           | 1410                              | 534                           |                     |
| → Унтугла                     | 56           |                                   | 526                           |                     |
| → Топка                       | 119          | 960                               | 495                           |                     |
| ← Кукоча                      | 87           | 1220                              | 491                           |                     |
| ← Пульванондра                | 83           | 1170                              | 479                           |                     |
| → Ірапчима                    | 89           | 510                               | 461                           |                     |
| → Мооча                       | 67           | 260                               | 437                           |                     |
| ← Пурче                       | 92           | 1360                              | 406                           |                     |
| → Момокту                     | 78           | 500                               | 403                           |                     |
| → Догилдо                     | 157          | 1100                              | 378                           |                     |
| ← Енгельчес (Лівий Енгельчес) | 76           | 800                               | 344                           |                     |
| → Чафам                       | 129          | 1690                              | 317                           |                     |
| → Киденчес                    | 150          | 2150                              | 253                           |                     |
| ← Оксим                       | 160          | 4520                              | 250                           |                     |
| → Кенельчес                   | 82           | 800                               | 160                           |                     |
| ← Кольчум (Великий Кольчум)   | 231          | 4350                              | 94                            |                     |

## Населенні пункти
Басейн і береги річки малозаселені. На берегах розташовані кілька невеликих населених пункти, споруди зимників, заїмки та мисливські будиночки, а також селища геологів, в основному закинуті (від витоку до гирла): села Старовіровське, Сим, селища Майсье, Кривляк (на лівому рукаві, у гирлі).

## Острови
Русло Симу, особливо у пониззі, всіяне великою кількістю островів, найбільші із них (від витоку до гирла): Іштикін (0,22 км²), Горельник (0,15 км²), Довгий (0,22 км²), Старосимський (0,55 км²), Фількін (0,44 км²), Андрюшкін (0,1 км²).